# Ulf Beijbom
Ulf Albert Beijbom, född 13 december 1935 i Härnösand, är en svensk historiker.

## Biografi
Ulf Beijbom växte upp i Sollefteå och studerade vid Uppsala universitet med inriktning på läraryrket. Han var amanuens på Landsarkivet i Uppsala 1961–1965. Han disputerade vid Uppsala universitet 1972 på avhandlingen ”Swedes in Chicago. A Demographic and Social Study of the 1846–1880 Immigration.
Ulf Beijbom kom till Växjö i januari 1966 för att bygga upp Svenska Emigrantinstitutet, som han sedan var chef för till pensioneringen 2002. Under åren 1973–1975 var han biträdande professor vid University of Washington i Seattle i USA. Han fick professors namn 1988.
Han är medlem av Smålands akademi.